# Крейг (окръг, Вирджиния)
Окръг Крейг (на английски: Craig County) е окръг в щата Вирджиния, Съединени американски щати. Площта му е 857 km², а населението - 5091 души (2000). Административен център е град Ню Касъл.